# Lemang

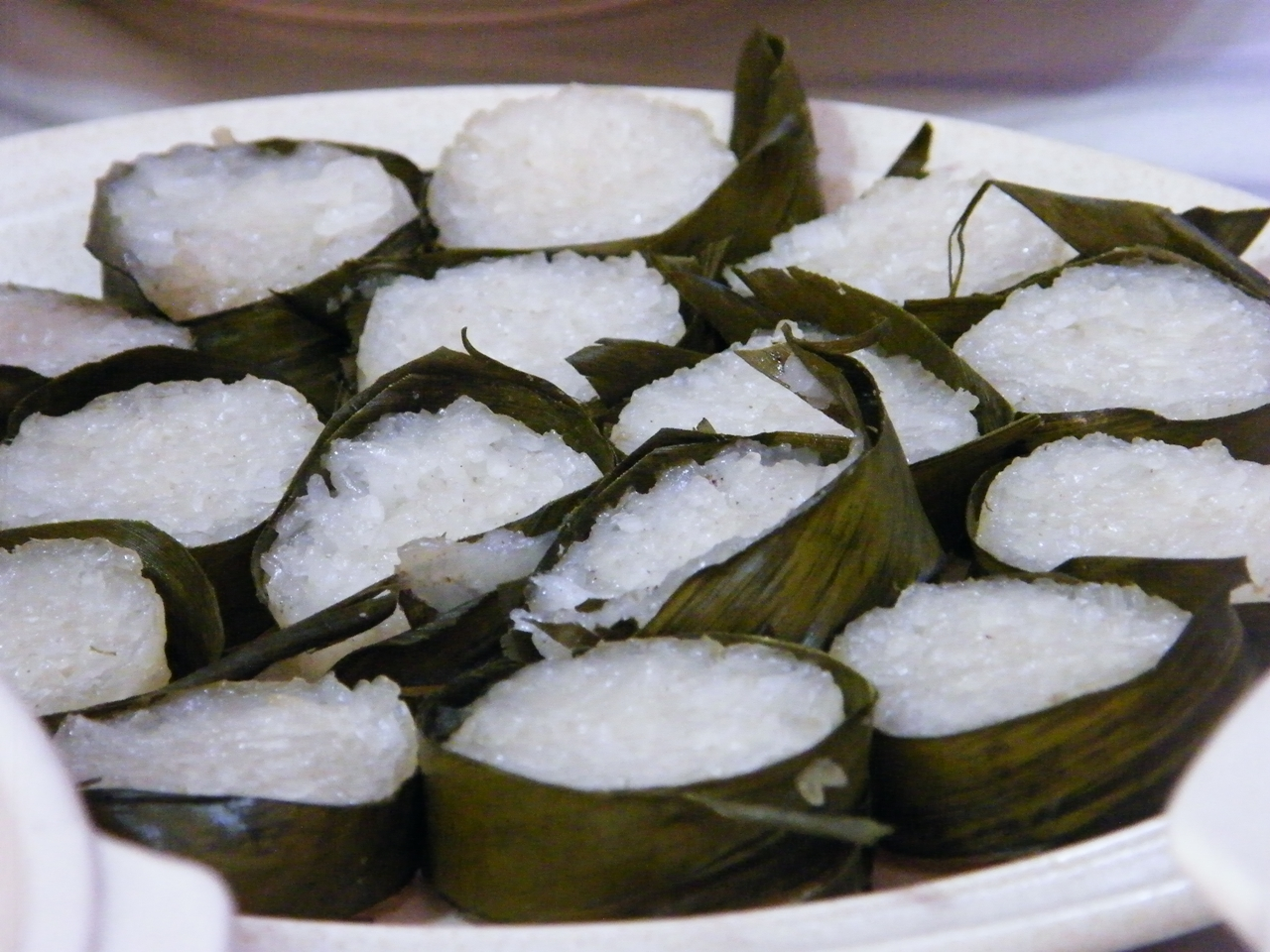
Lemang-Portionen in Bananenblättern

Lemang ist eine malaiische Reisspezialität, welche man vor allem zu Festen wie Hari Raya Aidilfitri oder Hari Raya Haji serviert.
Lemang besteht hauptsächlich aus Klebreis, welcher zusammen mit Kokosnussmilch in einem ausgehöhlten, etwa 50 cm langen Bambusrohr gekocht wird. Den Hohlraum des Bambusrohres kleidet man vor der Befüllung mit Bananenblättern aus. Während des etwa dreistündigen Garvorganges über einer offenen Feuerstelle, meistens im Freien, muss das Bambusrohr alle 15 Minuten umgedreht werden. Üblicherweise verstärkt Salz als weitere Zutat den Geschmack. Serviert wird Lemang, eingepackt in den Bananenblättern, in From von zylindrischen Stücken.
Lemang ist eine besondere Speise, die vermehrt zu großen Festen der malaiischen Kultur, wie zum Beispiel dem Fest des Fastenbrechens nach dem Fastenmonat Ramadan (Hari Raya Aidilfitri), an Straßenständen angeboten wird.